# Caius Ceionius Rufius Volusianus
 (mai 2016).
Pour les articles homonymes, voir Volusianus.
Caius Ceionius Rufius Volusianus (fl. 290-321) est un homme politique de l'Empire romain.

## Biographie
Fils de Marcus Ceionius Varus et de sa femme Rufia Procula.
Il est consul suffect autour de 290, consul en 311 et 314 et préfet de l'urbs de Rome en 321.
Il est envoyé par Maxence mettre un terme à l'usurpation de Domitius Alexander en Afrique.
Il se marie deux fois: la première avec Nummia Albina Dextra, fille de Marcus Nummius Albinus et de sa femme Dextra, petite-fille paternelle de Marcus Nummius Albinus et petite-fille maternelle d'Egnatius Dexter Maximus, et la deuxième avec Caecinia Antonia Sabina, fille de Aulus Caecina Tacitus et de sa femme Antonia. Il a du premier mariage un fils, Caius Ceionius Rufius Albinus, et du deuxième mariage un fils, Rufius Caecina Postumianus, consularis vir, fl. 366, marié avec Egnatia Lolliana, fille de Egnatius Lollianus et de sa femme Flavia et sœur de Quintus Flavius Maesius Egnatius Lollianus signo Mavortius, les parents de Caecinia Lolliana, fl. 366, femme de Caius Ceionius Rufius Volusianus Lampadius.